# MuchMusic
MuchMusic (adesea numit numai Much) este o televiziune prin cablu canadiană în limba engleză deținută de CTV Limited, o diviziune a CTVglobemedia. MuchMusic este dedicată muzicii și emisiunilor despre muzică